# 天主教巴朗牙教区
天主教巴朗牙教区 （拉丁語：Dioecesis Balangensis）是菲律賓一個羅馬天主教教區，屬天主教圣费尔南多总教区。轄區包括巴丹省。
2006年有教友543,000人、35個堂區、52名司鐸。現任教區主教為魯佩托‧桑托斯。
1975年3月17日設教區。